# Ibex Mountain
Ibex Mountain är ett berg i Kanada.   Det ligger i territoriet Yukon, i den västra delen av landet, 4 200 km väster om huvudstaden Ottawa. Toppen på Ibex Mountain är 2 106 meter över havet, eller 862 meter över den omgivande terrängen. Bredden vid basen är 10,4 km.
Terrängen runt Ibex Mountain är kuperad åt sydost, men åt nordväst är den bergig. Trakten runt Ibex Mountain är nära nog obefolkad, med mindre än två invånare per kvadratkilometer.. Det finns inga samhällen i närheten.
Omgivningarna runt Ibex Mountain är i huvudsak ett öppet busklandskap.